# Dokumentacja jaskini
Dokumentacja jaskini – komplet dokumentów dotyczących danej jaskini. Obejmuje plan jaskini, opis jaskini, mapę położenia, zdjęcia, ilustracje. Dokumentacja jaskiń gromadzona jest w państwowych katastrach oraz publikowana w czasopismach jaskiniowych, książkach, artykułach i portalach inetrnetowych. Każda jaskinia posiada nr inwentarzowy.
W Polsce dokumentację jaskiń gromadzi Polskie Towarzystwo Przyjaciół Nauk o Ziemi (PTPNoZ). Obejmuje ona dane lokalizacyjne, morfometryczne, bibliograficzne, przyrodnicze (geologia, hydrologia, biologia, archeologia, klimatologia i ochrona środowiska), opisowe (historia badań, eksploracji i dokumentowania) oraz załączniki graficzne (plany, przekroje i zdjęcia) według stanu wiedzy na rok, w którym je opracowano lub zaktualizowano (cytat). Dokumentacje jaskiń gromadzą także dyrekcje parków narodowych i krajobrazowych.
Dokumentacja jaskiń gromadzona przez PTPNoZ udostępniana jest przez serwis „Jaskinie Polski". Dokumentację jaskiń udostępnia także Państwowy Instytut Geologiczny – Państwowy Instytut Badawczy.